# Chrétien (månekrater)
Chrétien er et nedslagskrater på Månen. Det befinder sig på den sydlige halvkugle på Månens bagside og er opkaldt efter den franske matematiker og astronom Henri Chrétien (1870 – 1956).
Navnet blev officielt tildelt af den Internationale Astronomiske Union (IAU) i 1970. 

## Omgivelser
Chrétienkrateret ligger stik syd for Mare Ingenii, som er et af de få månehave på Månens bagside. Krateret ligger midt mellem Garavitokrateret mod vest-sydvest og Oresmekrateret mod øst-nordøst. Disse er begge noget mindre end Chrétien. 

## Karakteristika
Kraterets mest specielle kendetegn er dets kraterbunds lave albedo, der giver det den samme mørke tone som Mare Ingenii mod nord. Det irregulære satellitkrater "Chrétien C", som deler den lige og snævre nordøstlige rand med Chrétien, er også dækket af denne mørke, basaltiske lava. Chrétiens ydre rand er af irregulær form, da adskillige andre satellitkratere er trængt ind i dets sider. Det mest bemærkelsesværdige af disse er "Chrétien S" over den sydvestlige rand og "Chrétien W", som er forbundet med den nordvestlige rand.
I den nordlige rand findes et brud, som fører til en lille, irregulær slette. Dette område er dækket af det samme nye lavalag, som dækkede Chrétiens kraterbund. I den sydlige ende har den indre væg en bred, uregelmæssig overflade, og den beskadigede væg buler udad på dette sted.

## Satellitkratere
De kratere, som kaldes satellitter, er små kratere beliggende i eller nær hovedkrateret. Deres dannelse er sædvanligvis sket uafhængigt af dette, men de får samme navn som hovedkrateret med tilføjelse af et stort bogstav. På kort over Månen er det en konvention at identificere dem ved at placere dette bogstav på den side af satellitkraterets midte, som ligger nærmest hovedkrateret. Chrétienkrateret har følgende satellitkratere:
| Chrétien | Længde  | Bredde   | Diameter |
| -------- | ------- | -------- | -------- |
| A        | 43,9° S | 163,6° Ø | 13 km    |
| C        | 44,5° S | 165,3° Ø | 63 km    |
| S        | 46,5° S | 160,5° Ø | 40 km    |
| W        | 44,3° S | 160,8° Ø | 34 km    |

## Måneatlas
- Billeder af Chrétienkrateret i LPI-måneatlasset